# 惰性中微子
惰性中微子（英語：sterile neutrino）是一種假想性的粒子（中性輕子 - 中微子）。在标准模型中，惰性中微子不與重力以外的基本力產生交互作用。「惰性微中子」之所以得其名，乃是因為相對於标准模型中的「活性微中子」（active neutrinos），後者會在弱相互作用下產生±+1/2的同位旋。
本粒子為温暗物质的候选者，不参加除引力以外的任何相互作用。在标准模型中为单态。2016年8月，IceCube微中子觀測站宣布，未能在預期值域內找到惰性中微子，不清楚它們到底隱藏在何處。

## 大亚湾核反应堆中微子实验
2016年2月，大亚湾核反应堆中微子实验團隊發表論文表示，收集到的反電中微子，其數量比理論預測低6%。這結果意味著有些反電中微子可能已變換成無法探測到的輕質量惰性中微子。

## 外部連結
- . Neutrino Unbound. （原始内容存档于2016-06-24）.
- .   [2020-11-12]. （原始内容存档于2021-03-18）.
- .   [2020-11-12]. （原始内容存档于2021-02-25）.
- . Scientific American. April 2007  [2008-09-04]. （原始内容存档于2007-10-12）.

Template:Dark matter